# 胡里斯迪克西翁德圣萨多尔尼尔
胡里斯迪克西翁德圣萨多尔尼尔，是西班牙卡斯蒂利亚-莱昂布尔戈斯省的一个市镇。总面积31平方公里，总人口83人（2001年），人口密度3人/平方公里。